# フリッツィ・メズネロワ
フリッツィ・メズネロワ（チェコ語: Fritzi Metznerová、1910年12月16日 - 没年不明）は、チェコスロバキア出身のフィギュアスケート選手（女子シングル）。
1936年ガルミッシュ・パルテンキルヘンオリンピックチェコスロバキア代表。

## 主な戦績
| 大会/年      | 1933-34 | 1935-36 |
| ------------ | ------- | ------- |
| オリンピック |         | 20      |
| 欧州選手権   | 10      |         |